# 이종갑 (충청북도의원)
이종갑(李鐘甲, 1958년 8월 27일~)은 대한민국의 정치인이다.

## 학력
- 충주동신초등학교
- 미덕중학교
- 국원고등학교
- 한국교통대학교 토목과
- 명지대학교 토목공학과
- 건국대학교 사회과학대학원 기업경영학과 졸업(경영학 석사)

## 경력
- 민주평화통일자문회의 위원
- 충주시체육회 전무이사
- 충주측량설계공사 대표
- 충주시 생활체육 탁구연합회 회장
- 2002.07 ~ 2006.06: 제4대 충청북도 충주시의회 의원
- 2006.07 ~ 2010.06: 제5대 충청북도 충주시의회 의원
- 2014.07 ~ 2018.04: 제7대 충청북도 충주시의회 의원
  - 2016.07 ~ 2018.04: 제7대 충청북도 충주시의회 후반기 의장
- 2022.07 ~ : 제12대 충청북도의회 의원
  - 2022.07 ~ 2024.06: 제12대 충청북도의회 전반기 부의장
  - 2022.07 ~ 2024.06: 제12대 충청북도의회 전반기 산업경제위원회 위원
  - 2022.07 ~ 2024.06: 제12대 충청북도의회 전반기 예산결산특별위원회 위원
- 2025.05~2025.06 제21대 대통령 선거 국민의힘 김문수 대통령 후보 충북 선거대책위원회 서민경제활성화특위원장

## 역대 선거 결과
|  | 53.63% |

|  | 32.87% |

|  | 8.17% |

|  | 34.34% |

|  | 45.66% |

|  | 59.14% |